# 영등포공업고등학교
영등포공업고등학교(永登浦工業高等學校)는 대한민국 서울특별시 강서구 가양동에 위치한 사립 고등학교이다.

## 학교 연혁
- 1935년 4월 1일 : 진흥학교 설립
- 1938년 9월 10일 : 남경성공학원 설립 인가
- 1947년 12월 27일 : 영등포공업 초급중학교로 교명 변경
- 1948년 4월 1일 : 영등포공업 초급중학교와 진흥학원의 건국중학교와 합병
- 1950년 5월 22일 : 영등포공업중학교로 교명 변경
- 1952년 8월 31일 : 학제변경에 의하여 영도중학교로 교명 변경
- 1953년 4월 9일 : 영등포공업고등학교 설립 인가, 인곡 최용찬 박사가 영등포공업고등학교 초대 교장 및 학교법인 영도의숙 이사장으로 취임
- 1956년 11월 1일 : 주간 9학급, 야간 3학급 계 12학급 변경, 교지 확보, 교사 신축 및 증 개축 착수
- 1977년 3월 1일 : 야간 산업체 특별학급 기계과 1, 전기과 1 설치
- 1978년 3월 5일 : 영도중학교 양천구 목동 735번지로 이동
- 1994년 5월 2일 : 서울특별시 강서구 가양2동 1468번지 신축교사로 이전
- 2012년 7월 30일 : 서울시교육청 산업분야별 특성화고 선정
- 2013년 6월 28일 : 건축 3 → IT융합건축(남) 2, 디자인 2 → IT융합금형디자인(남) 2, 기계 2 → IT융합기계(남) 2, 전기 2 → IT융합전기(남) 2 학과개편변경
- 2021년 1월 12일 : 제67회 졸업식 (동문 33,317명 배출)
- 2021년 3월 1일 : 고수택 교장 취임

## 설치 학과
- 공간디자인과
- 스마트전기과
- 스포츠과학시설과
- 스마트기계과

## 참고 자료
- 영등포공업고등학교 - 한국교육학술정보원 학교알리미